# Kranzbach und Kranzbruchvenn
Das Naturschutzgebiet Kranzbach und Kranzbruchvenn (NSG-Kennung ACK-085) liegt am westlichen Rand von Simmerath. Es ist rund 32,8 Hektar groß und wurde 2002 mit dem Landschaftsplan Simmerath ausgewiesen. Das Gebiet umfasst den Ober- und Mittellauf des Kranzbaches mit umgebenden Flächen.
Teile des Naturschutzgebiets liegen im größeren FFH-Gebiet DE-5303-302 Kalltal und Nebentäler, wodurch die entsprechenden Bereiche zum europäischen Schutzgebietsnetz Natura 2000 gehören.
Im Norden schließt das NSG Oberes Kalltal mit Nebenbächen an, in dem sich auch der Unterlauf des Kranzbaches befindet. Im Westen, im Gemeindegebiet von Monschau grenzt das NSG Brückborn/Kranzbruch an.

## Gebietsbeschreibung
Der Kranzbach ist ein Nebenbach der Kall. Das Kranzbruchvenn bildet ein Biotopverbund über das obere Kalltal bis hin zur Vennhochfläche. Wert wird gelegt auf Sümpfe und Riede, Moore, Zwergstrauch-, Ginster-, Wacholderheiden, Borstgrasrasen, Nass- und Feuchtgrünland, naturnahe und unverbaute Bachabschnitte, Bruch- und Sumpfwälder.
Im Naturschutzgebiet ist ein Abschnitt der Westwall-Höckerlinie erhalten. Dieser durchquert das Gebiet und staut zwei östliche Quellbäche des Kranzbaches an. Auf einer Seite der Höckerlinie verläuft ein schmaler Wanderweg.

## Flora und Fauna
Im Gebiet vorkommende Baumarten sind unter anderem Erlen, Espen, Ohr- und Grauweiden. 
Erhalten werden soll der Lebensraum für auf der roten Liste stehende Pflanzenarten wie beispielsweise Lungen-Enzian und Beinbrech.
Hier hat sich der Biber angesiedelt; zu finden sind auch Großes Mausohr und die Teichfledermaus. Das Naturschutzgebiet soll auch dabei helfen, dem Eisvogel einen Lebensraum zu bieten, ebenso wie dem Braunkehlchen.